# King Philip's War
King Philip's War, ook wel de Eerste Indianen-oorlog of Metacomet's-oorlog genoemd, was een algemene opstand van indianen in New England van 1675 tot 1678. Zij verzetten zich tegen de voortdurende plunderingen en uitbreiding van de Britse koloniën ten koste van indiaans land.
De oorlog is genoemd naar Metacomet, het opperhoofd van het Indiaanse Wampanoag-volk. Om de goede verstandhoudingen met de Engelse kolonisten te tonen liet hij zich 'Koning Philip' noemen. Metacomet was de zoon van het Indiaanse hoofd Massasoit, die goede verhoudingen had met de Pilgrims van de Mayflower. De oorlog besloeg het noordelijke deel van Nieuw-Engeland en duurde van 1675 – 1678.
Massasoit had een verdrag gesloten met de Engelse kolonisten. Na zijn dood in 1662 werd hij opgevolgd door zijn zoon Metacomet. De kolonisten eisten echter in 1671 dat, om het verdrag te verlengen, de Wampanoags, al hun vuurwapens moesten inleveren.
Metacomet zag dit als een vernedering. En vermoedelijk daardoor is hij zich vanaf dat moment in het geheim gaan voorbereiden op oorlog met de kolonisten. Maar Metacomet was voorzichtig en besefte dat hij bondgenoten en wapens nodig had. In het geheim begon hij wapens te kopen bij Franse handelaren.
De Engelse overheid krijgt lucht van de oorlogsplannen, dankzij John Sassamon, een tot het christendom bekeerde Indiaan die in het geheim spioneerde voor de Engelsen.
In 1675 werd John Sassamons lichaam gevonden onder het ijs in een meertje. Drie Wampanoag-Indianen werden hiervoor wegens moord veroordeeld en opgehangen. Deze moord was de directe aanleiding voor de oorlog. 
Omdat een van de opgehangen Indianen had verklaard in opdracht van Metacomet gehandeld te hebben werd deze gedagvaard om in Plymouth te verschijnen. Metacomet kwam en was verstoord. De Engelsen waren van passieve Pelgrims die begroet werden met Thanksgiving, veranderd in overheersers die nu ook aanspraak gingen maken de rechtspraak over alle Indianenstammen te voeren. Het gebied New England werd bevolkt door verschillende stammen, die hun eigen wijze van rechtspraak kennen. Hij vond dat het bestraffen van de Indianen onder zijn bevoegdheid viel, en niet onder die van de Engelsen.
De oorlog tussen indianen en Engelsen verliep niet volgens een vooraf uitgedacht plan. Er waren aanvallen door militia van de kolonisten en door de Indianen in Massachusetts, Rhode Island, Connecticut en Maine.
In het begin van de oorlog voerden de Wampanoags verrassingsaanvallen aan op kolonistendorpen. Dankzij het succes van hun aanvallen kregen zij steun van andere Indianen-volkeren, zoals Mipmucs, Pocomtucs en de Indianen van de Pocassets, onder leiding van hun vrouwelijk stamhoofd Wetamo. Het grotere volk van de Narrangansetts bleef aanvankelijk neutraal, tot dorpen van hen door de kolonisten werden aangevallen.
Gouverneur Josiah Winslow verzamelde de grootste troepenmacht van die tijd in Amerika, bestaande uit 1000 militairen en 150 Indiaanse bondgenoten. Vanuit Plymouth viel de Engelse troepenmacht, onder leiding van officier Bernjamin Church, het gebied van de Wampanoags bij Mount Hope binnen. Metacomet was met zijn volk echter al uitgeweken naar het gebied van de Narragansetts. Indianendorpen in heel Rhode Island werden uitgeroeid. 
De Engelsen vielen daarop de Narragansetts aan. Hun hoofddorp werd vernietigd, mannen, vrouwen en kinderen werden gedood. De overgeblevenen werden gedwongen tot een verdrag om elke Wampanoag uit te leveren. Metacomet week uit naar de moerassen van Pocasset.
Tot tweemaal toe probeerde Church hen hier tevergeefs aan te vallen. Metacomet wist uit het gebied te ontsnappen, waarop de oorlog in heel Nieuw-Engeland oplaaide.
In 1676 werd de locatie van Metacomets' kamp verraden door een Indiaan aan de troepen van Church. Bij de overval op het kamp werd Metacomet doodgeschoten. Church liet zijn lijk in stukken hakken: het hoofd werd naar Plymouth gebracht, de lichaamsdelen werden aan vier bomen opgehangen.
In de tijd van de oorlog bestond de Engelse kolonie van Nieuw-Engeland uit ongeveer 90 stadjes en dorpjes. Hiervan werden er 52 aangevallen en 12 volledig verwoest. De overlevende Wampanoags, waaronder de vrouw en zoon van Metacomet, werden als slaaf verkocht. 
De Indianenstammen in dit gebied bestonden niet meer na de oorlog. Bijna volledig uitgemoord of tot slaaf gemaakt door de Engelsen, de kinderen van de pelgrims die met de Mayflower kwamen en van deze indianen een hartelijke maaltijd kregen.
Koning Philip's War was het grootste drama uit het 17e-eeuwse Nieuw-Engeland. Door velen wordt het als de dodelijkste oorlog in de geschiedenis van het Noord-Amerikaanse kolonialisme gezien.
Het was de bloedigste van de Amerikaans-indiaanse oorlogen, en verscheidene stammen werden volledig uitgeroeid. Als gevolg van deze oorlogen werd de aanvankelijke samenwerking tussen kolonisten en indianen in het begin van de 17e eeuw vervangen door een cultuur waarin de blanke kolonisten de overmacht kregen, en de autochtonen een ondergeschikte rol moesten spelen.